# 아이 러브 트러블
《아이 러브 트러블》(영어: I Love Trouble) 혹은 사랑의 특종은 미국에서 제작된 1994년 로맨틱 액션 코미디 영화이다. 감독 찰스 샤이어가 당시 아내였던 낸시 마이어스와 공동 각본을 작성하였다. 줄리아 로버츠, 닉 놀티 등이 출연하였다.

## 출연진
- 줄리아 로버츠
- 닉 놀티
- 솔 루비넥
- 로버트 로자
- 제임스 레브혼
- 찰스 마틴 스미스
- 리사 루
- 댄 버틀러
- 유진 레비
- 노라 던
- 폴 글리슨
- 켈리 러더퍼드
- 올림피아 두카키스
- 마샤 메이슨
- 제인 애덤스
- 클라크 그레그
- 애나 홀브룩
- 도러시 라이먼
- 키스 고든
- 배리 소블
- 프랭키 페이존
- 스튜어트 팬킨
- 패트릭 세인트에스프리
- 폴 허시
- 제시카 런디
- 네스터 서라노

## 기타 제작진
- 공동 제작: 브루스 A. 블록
- 배역: 보니 티머먼
- 미술: 딘 태벌레리스
- 의상: 수전 베커

## 음악
1. Here's Peter (5:09)
2. Here's Sabrina (1:54)
3. Calling All Boggs (1:15)
4. Honeymoon Night (4:55)
5. Two Scoop Snoops (3:39)
6. Everybody Buys the Globe (:46)
7. Scoop de Jour (3:15)
8. Sabrina's Hip (1:04)
9. Wild Goose Chase (1:16)
10. The Beekman Agreement (2:02)
11. Keyhole Foreplay (1:20)
12. Happily Ever After (2:21)
13. "I Love Trouble" (3:43)
14. You've Really Got a Hold On Me - 로빈 컴세이 (3:37)

## 우리말 녹음
KBS 성우진 (1996년 9월 14일)
- 강희선 - 피터슨 (줄리아 로버츠)
- 장광 - 브래킷 (닉 놀티)
- 김현직
- 이완호
- 주호성
- 최옥희
- 설영범
- 김새영
- 이진화
- 이연희
- 강구한
- 문관일
- 김수중
- 조진숙
- 오인성